# 维尔·梅里克

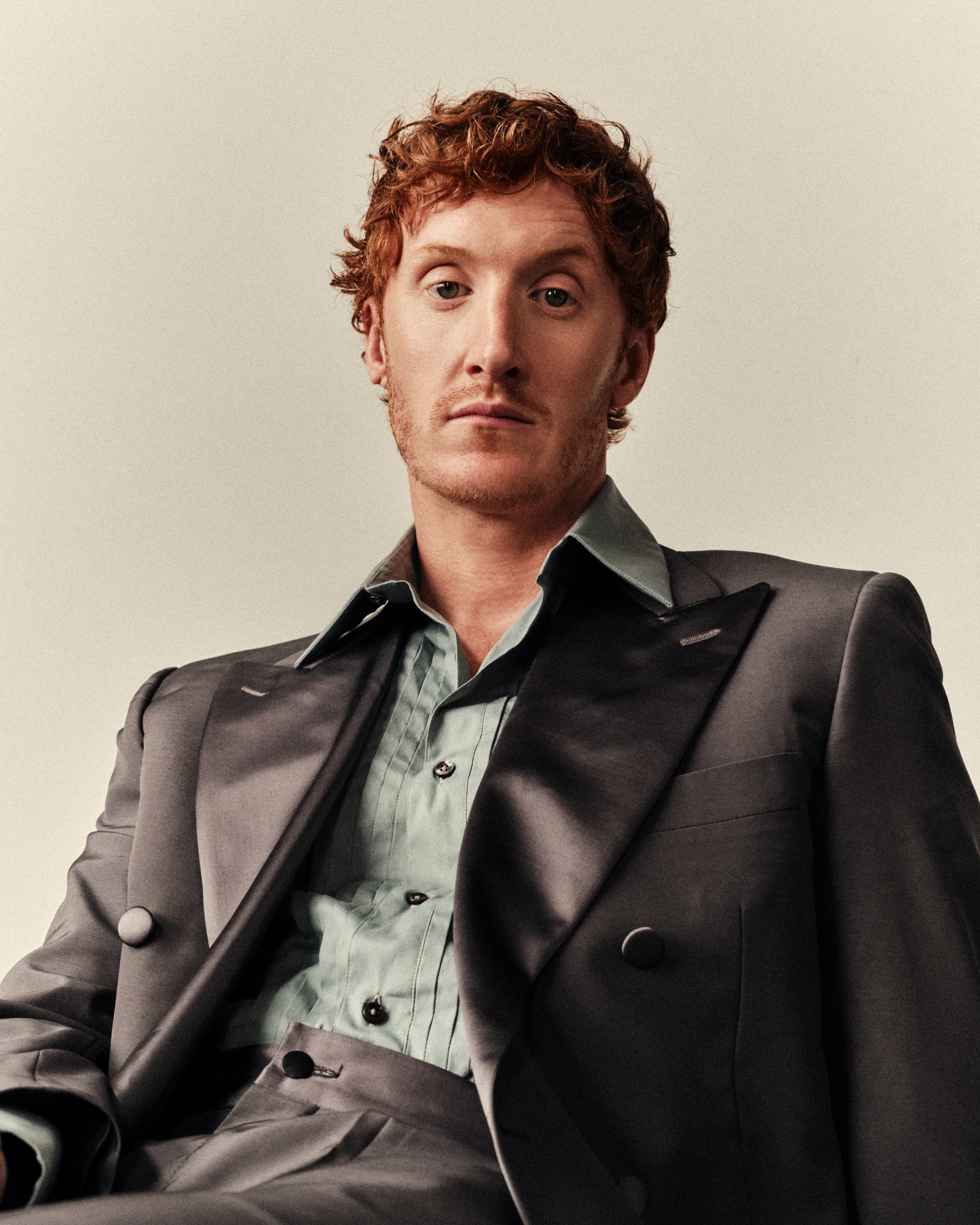
维尔·梅里克

维尔·梅里克（1993年4月9日—）是一位英国电影和舞台劇演员。他曾在丁克洛斯中学就讀。  2010年和2011年的愛丁堡國際藝穗節，他飾演的推銷員之死中的查理一角。2012年2月，皇家电视学会向其頒發最佳男主角奖。 他的電視劇处女作是皮囊。